# Azorella hookeri
Azorella hookeri är en växtart i släktet Azorella och familjen flockblommiga växter.
Arten är en liten buske som växer på Nya Zeeland. Den beskrevs av Carl Georg Oscar Drude 1897. Utöver nominatformen erkänns även varieteten Azorella hookeri var. tripartita.